# Pachylioides tristis
Pachylioides tristis är en fjärilsart som beskrevs av Ménétriés 1857. Pachylioides tristis ingår i släktet Pachylioides och familjen svärmare. Inga underarter finns listade i Catalogue of Life.